# District de Chengdong
Le district de Chengdong (城东区 ; pinyin : Chéngdōng Qū) est une subdivision administrative de la province du Qinghai en Chine. Il est placé sous la juridiction de la ville-préfecture de Xining.